# Pectinaleyrodes triclisiae
Pectinaleyrodes triclisiae là một loài côn trùng cánh nửa trong họ Aleyrodidae, phân họ Aleyrodinae.
Pectinaleyrodes triclisiae được Cohic miêu tả khoa học đầu tiên năm 1966.